# Sloupsko-šošůvské jeskyně
Das Höhlensystem Sloupsko-šošůvské jeskyně (Sloupsko-sosuvske Höhlen) liegt im nördlichen Teil des mährischen Karstes in Tschechien, zwischen den Orten Sloup und Šošůvka unweit der Stadt Blansko. Es ist eines der vier öffentlich zugänglichen Höhlensysteme im mährischen Karst. Die Höhlen sind wegen ihrer reichen Tropfstein-Formationen überregional bekannt.

## Beschreibung
Die Höhlen bilden ein ausgedehntes System aus Hallen, Gängen und Kaminen, die sich im Devon-Kalk des mährischen Karstes gebildet haben. Das System teilt sich in zwei Etagen. Die obere Etage ist trocken und teilweise für Besucher zugänglich, die untere Etage durchfließen unterirdische Wasserläufe. Die durchschnittliche Temperatur in den trockenen Höhlen beträgt 7–8 °C. Insgesamt wurden bisher 4.200 Meter Gänge von Speläologen erforscht. Es gibt fünf Eingänge, von denen zwei für touristische Zwecke ausgebaut sind. Der Haupteingang ist 8 Meter hoch und 20 Meter breit.
Die bekannten Hohlräume bestehen aus vier Teilen: die Höhle Nicová, die Elisabeth-Höhle, der Komplex Staré skály (Alte Felsen) und die Höhle Šošůvská jeskyně. Die Elisabeth-Höhle ist die bekannteste von ihnen. Sie verfügt über eine ausgezeichnete Akustik und wird darum gelegentlich für Kammermusik-Konzerte genutzt. Zum Komplex zählt ferner auch die Höhle Kůlna, in der Überreste vorzeitlicher Besiedlung gefunden wurden. Charakteristisch für das gesamte System sind die fragilen und farbigen Sinter-Formationen mit bis zu drei Meter hohen Stalaktiten. Der Komplex der Sloupsko-šošůvské jeskyně ist durch Siphone mit der größten tschechischen Höhle, der Amateurhöhle, verbunden. Dadurch entsteht ein Höhlensystem mit einer Gesamtlänge von fast 35 Kilometern.
Die Höhlen sind ein wichtiges Überwinterungsquartier für Fledermäuse; gezählt wurden 17 Fledermausarten. Das Naturreservat Sloupsko-šošůvské jeskyně wurde im Jahr 2004 auf 7,80 Hektar zum Schutz der Karst-Formationen und der Höhlen-Fauna ausgerufen.

## Geschichte

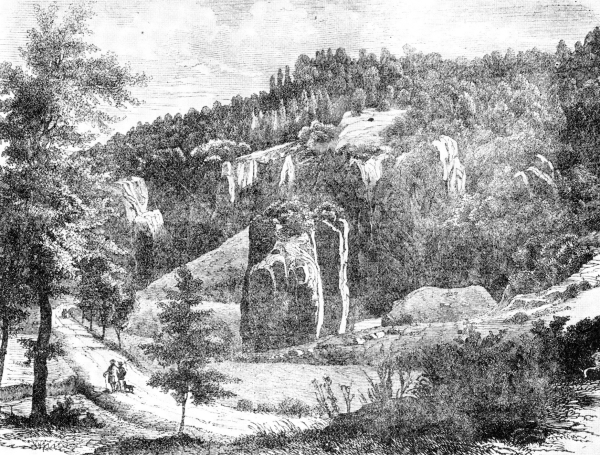
Die Felsen Sloupské skály im Jahr 1857

Im Inneren der Höhlen fanden sich Überreste von Hyänen, Löwen und vor allem von Höhlenbären aus dem oberen Pleistozän. Historische Quellen sprechen von bis zu 300 Bärenschädeln, auch komplette Skelette waren unter den Funden. Teile des Höhlensystems waren auch Wohn- und Zufluchtsort vorzeitlicher Menschen. Man fand den Kiefer eines Neandertaler-Kindes, bis zu 120.000 Jahre alte Stein-, Geweih- und Knochenwerkzeuge sowie Gegenstände aus der Bronzezeit.
Im Jahr 1669 beschrieb der Brünner Stadtphysicus Johanes Ferdinandus Hertod von Todtenfeld in seinem Werk Tartaro–Mastix Moraviae erstmals die Höhlen bei Sloup. Den Abgrund, der seinen Namen trägt, entdeckte der Mathematiker und Physiker Johannes Anton Nagel im Jahr 1748. Ende des 19. Jahrhunderts kamen die ersten Touristen nach Sloup. Zu dieser Zeit waren drei Höhlen öffentlich zugänglich, die Elisabeth-Höhle verfügte seit 1879 über elektrische Beleuchtung. Der übrige Teil des Höhlensystems wurde vor allem in den Jahren 1889–1915, unter anderem von dem bekannten Gelehrten Karel Absolon, erforscht. Zu Beginn des 20. Jahrhunderts wurden die Höhlen durch künstliche Durchbrüche miteinander verbunden. Die letzte umfangreiche Rekonstruktion des Höhlenkomplexes und Erweiterung der zugänglichen Trasse verlief in den Jahren 1997–1999. Eine Höhle wird seitdem auch für Speläotherapie genutzt.
Ende 2005 gelang es Speläologen erstmals, die unterirdischen Flüsse Sloupský potok und Punkva zu durchqueren und somit vom Komplex der Sloupsko-šošůvské jeskyně in die Amateurhöhle zu gelangen.

## Schauhöhlenbereich

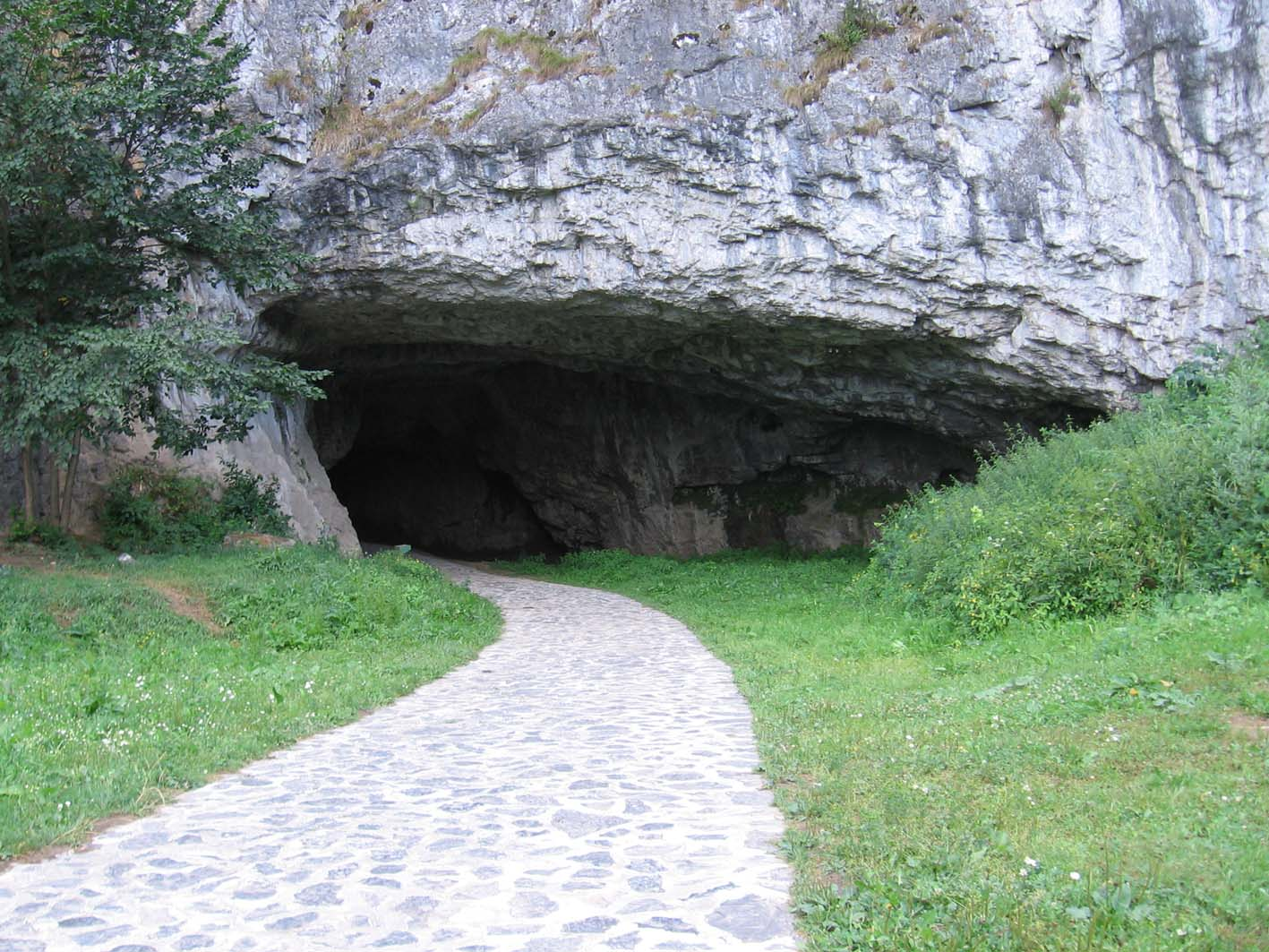
Eingang zum Höhlensystem

Die Höhlen sind von März bis November zugänglich. Der Schauhöhlenbereich ist 1,5 Kilometer lang und führt über die Höhle Nicová und die Elisabeth-Höhle durch einen künstlich angelegten Gang in den größten Teil des Höhensystems – den Staré skály. Dieser Teil beginnt mit dem mächtigen Gotischen Gang, der mit dem 65 Meter tiefen Abgrund Stupňovitá propast endet. Der nächste Stopp ist beim Abgrund Kolmá propast, aus dem man in die von Karel Absolon im Jahr 1900 entdeckten Räume eintritt. Der Abgrund Nagelova propast ist von zwei Brücken überspannt. Vom Dach bis zum Wasserspiegel des Sloupský potok misst er etwa 90 Meter. Von hier führt der Weg zum Gang Trámová chodba, der in den 260 Meter langen Gang Stříbrná chodba übergeht. Ein künstlicher Zugang führt in die etwas kleinere Höhle Šošůvská jeskyně mit ihrem reichen Tropfstein-Schmuck. Über die Halle Brouškova pohádková síň mit dem einzigartigen Stalagmit „Svícen“ (Leuchter) gelangt man in die Halle Riegrova síň. Der Abgrund Černá propast schließlich reicht bis zum Wasserspiegel des Sloupský potok in einer Tiefe von 70 Metern. 

## Das Tal Sloupské údolí
Vor der Höhle befinden sich zwei markante Naturerscheinungen. Das erste ist ein Komplex aus drei Felsblöcken, die direkt nebeneinander auf dem Felsen über dem Parkplatz liegen. Sie heißen Otec, matka a syn, (Vater, Mutter und Sohn). Eine Dominante der Landschaft bildet die Kalksteinsäule Hřebenáč, bei welcher der Bach Sloupský potok im Abgrund versickert. Der etwa 20 Meter hohe Felsen gab wahrscheinlich dem Dorf Sloup (tschech.: Säule) seinen Namen.  